# J. Richard Gott
John Richard Gott III (* 8. února 1947 v Louisville) je americký astrofyzik působící na Princetonské univerzitě. Je známý tím, že se zabýval tématy jako cestování časem nebo argument delta t.

## Argument delta t
Gott poprvé použil argument delta t při své návštěvě Berlína v roce 1969, kdy přemýšlel, jak dlouho ještě bude stát Berlínská zeď. Předpokládal, že nemá o zdi žádné další informace (neuvažoval tedy politické souvislosti) a že jako pozorovatel nemá žádný zvláštní význam (Koperníkův princip). Poté by existovala 50% pravděpodobnost, že zeď navštívil po uplynutí 1/4 doby její existence (8 let od 1961 do 1969) a zároveň před uplynutím 3/4 této doby. V prvním krajním případě (1/4 stávající doby) by zeď stála ještě dalších 24 let (8.3 = 24), ve druhém dalších 2 a 2/3 let (8.1/3 = 8/3). Gott tedy odhadl, že zeď bude s 50% pravděpodobností zbořena mezi lety 1971 a 1993.
Podle Gotta lze argument delta t použít pro určení doby trvání čehokoliv, pokud není k dispozici žádná další informace. Použil ho také pro odhad doby existence lidstva (druhu Homo sapiens). Výsledkem bylo, že s 95% pravděpodobností tento druh vyhyne v době za 4500 až 6,8 milionu let.